# Орден Морских заслуг (Франция)
Орден Морских заслуг (фр. Ordre du Mérite maritime) — государственная награда Франции. Орден учреждён 9 февраля 1930 года.

## История
Создан во Франции в 1930 году, после более чем двадцатилетнего обсуждения в парламенте. Орденом награждали за действия с риском для жизни, а также за иные заслуги моряков гражданского флота.
С 25 сентября 1948 года право на награждение орденом получили военные моряки.
Орден находился в ведении Морского министра, которому оказывает помощь Совет Ордена, состоявший, в том числе, из Великого канцлера ордена Почётного легиона, государственных советников, высшего чиновника центральной администрации торгового флота, одного из главных чиновников морского Регистра и адмиралов ВМС Франции.
Декретом от 17 января 2002 года № 2002-88 были внесены некоторые изменения в статут ордена.
Установлено, что Совет ордена состоит из:
- Министра по морским делам (Президент Совета);
- Министра по делам морского рыболовства;
- Члена Совета ордена Почётного легиона (Вице-президент Совета), назначается по представлению Великого канцлера ордена Почётного легиона;
- Государственного советника, назначается по представлению вице-президента Государственного совета Франции;
- Адмирала ВМС Франции, назначается по представлению Министра обороны Франции;
- Генерального инспектора департамента морских дел;
- Директора Центральной администрации Министра по морским делам.

Шеф кабинета Министра по морским делам является Секретарём Совета ордена.
Члены Совета ордена, помимо членов по должности, назначаются Премьер-министром Франции по предложению Министра по морским делам. Срок их полномочий — 4 года.

## Степени ордена и критерии награждения
Как и другие ведомственные ордена Франции, он состоит из трех классов:
1. Командор (фр. Commandeur): минимум 5 лет, в звании офицера.
2. Офицер (фр. Officier): не менее 8 лет выслуги в звании кавалера;
3. Кавалер (фр. Chevalier): возраст не менее 30 лет и 15 лет службы в морском флоте;

Каждое награждение должно производится за новые конкретные заслуги.
В течение срока своих полномочий, члены Парламента Франции не могут быть награждены орденом.
Командоры и офицеры ордена Почётного легиона могут быть награждены соответствующей степенью ордена Морских заслуг, минуя низшие степени.
Она может быть присуждён иностранным гражданам, не проживающим на территории Франции. Для них не действуют сроки выслуги. Иностранцы, проживающие во Франции, должны соответствовать тем же условиям, что и французские граждане.
Совершившие героические действия награждаются независимо от возраста и стажа работы.
В исключительных случаях орденом награждают посмертно.
Награждение производится два раза в год: 1 января и 14 июля.

## Категории членов ордена
В соответствии с декретом от 17 января 2002 года:
Орден является морской наградой и предназначен для того, чтобы награждать профессиональных моряков и достойных граждан, которые своей деятельностью способствовали развитию морской деятельности.
Орден делится на 3 контингента членов:
1. Контингент А: члены экипажей торгового флота и чиновники морской гражданской администрации государства, члены экипажей спасательных шлюпок любой компании имеющей лицензию от государства;
2. Контингент B: военные моряки, состоящие на службе в системе Министерства обороны Франции;
3. Контингент C: люди, которые своей деятельностью способствовали развитию морской деятельности, в том числе в развитии торговых морских портов, рыболовства и водных видов спорта.

## Знаки ордена
Знак имеет форму розы ветров из шестнадцати лучей, с наложенным золотым якорем. Восемь основных лучей покрыты белой эмалью. Остальные, в зависимости от степени, золотые или серебряные.
На лицевой стороне, образное изображение Республики (в большинстве случаев, профиль) обрамлённое по окружности синей эмалью с надписью «République Française», а на оборотной стороне помещена надпись «Mérite maritime». Лента голубая с двумя зелёными продольными полосами по обоим краям.
Знак кавалера и офицера носится на ленте на груди, знак командора на шейной ленте. На ленте офицерского знака крепится розетка из орденской ленты. Кавалерский крест серебряный, офицерский и командорский из позолоченного серебра или золота. Кавалерский и офицерский знак размером 40 мм, командорский — 57 мм.